# Kick-Boxer 2 – Blutsbrüder
Kick-Boxer 2 – Blutsbrüder (Originaltitel No Retreat, No Surrender 3: Blood Brothers) ist ein Kampfsportfilm des Regisseurs Lucas Lowe aus dem Jahre 1990. Dies ist der eigentliche dritte Teil der Karate-Tiger-Filmreihe, der allerdings zu Vermarktungszwecken unter dem Titel Kickboxer 2 in Deutschland erschienen ist. Der Film wird auch als Karate Tiger 3: Blutsbrüder angeboten.

## Handlung
Casey und Will Alexander sind zwar Brüder, doch von Grund auf verschieden. Der einzige, der sie noch irgendwie zusammenhält, ist ihr Vater, John Alexander. Casey ist den Weg seines Vaters gegangen und ist beim CIA gelandet, sein Vater ist inzwischen pensioniert. Will hingegen ist Karatemeister und wird von seinem Bruder Casey als Nichtsnutz betrachtet.
Beide treffen sich auf der Geburtstagsparty ihres Vaters wieder. Allerdings streiten sie sich und Will fährt mit seinen VW Käfer davon. Als ihr Vater von einem Gangsterboss namens Franco getötet wird, ziehen die beiden Brüder jeder für sich alleine los, um sich an dem Mörder ihres Vaters zu rächen. Während Casey seine FBI-Kontakte spielen lässt, um Franco ausfindig zu machen, schleust sich Will in die Gruppe von Franco ein. Von diesem erhält er den Auftrag, seinen eigenen Bruder zu töten, was Will jedoch nicht weiß. Er wird von Francos Männer verfolgt, die sehen wollen, ob er Casey auch wirklich tötet, doch die beiden Brüder täuschen Caseys Tod nur vor.
Wills falsches Spiel wird durch einen korrupten Undercover-Agenten der CIA aufgedeckt, der Franco Wills wahre Identität verrät.
Casey dringt zusammen mit einer alten Freundin ins Hauptquartier von Franco ein, wird dabei aber von diesem gefangen genommen. Franco erpresst Will damit Casey zu töten, wenn er nicht einen afrikanischen Botschafter am Flughafen von Florida entführt. Will willigt ein. Casey kann jedoch mit seiner Freundin fliehen und hilft Will am Flughafen. Die beiden Brüder erkennen, dass Franco es keineswegs auf den Botschafter, sondern vielmehr auf den Präsidenten der USA abgesehen hat. Sie können den Anschlag jedoch vereiteln.
Im Hangar des Flughafens kommt es zum finalen Showdown der beiden Brüder gegen Franco und seinen besten Kämpfer. 
Während Will Francos Gehilfen töten kann, sind beide gegen Franco jedoch unterlegen. Casey kann seinen Bruder gerade noch vor dem Sturz von einem Gerüst retten. Dann taucht plötzlich der korrupte Agent auf, der Franco unerwarteterweise tötet. Er erklärte, in seinem Bericht für die CIA schreiben zu wollen, dass er hinzukam, als Franco die beiden Brüder erschoss, und er dann Franco tötete. Auf diese Weise wolle er sich selbst und somit die CIA als Retter des Präsidenten darstellen und der Organisation zu besserer Publicity verhelfen. Als er schließlich auch die beiden Brüder töten will, erschießt Caseys Freundin ihn von hinten. Casey und Will sind am Ende des Films zu richtigen Brüdern geworden.

## Hintergrund
Wie bei den ersten beiden Teilen der No Retreat, No Surrender-Reihe war See-Yuen Ng (Ng See Yuen) hier wieder als Produzent beteiligt. 
Corey Yuen wurde nicht erneut als Regisseur verpflichtet, für ihn nahm stattdessen Lucas Lowe auf dem Regiestuhl Platz, allerdings noch unter dem Synonym Lucas Lo.
In einer Szene recherchiert Casey in der EDV-Abteilung der CIA, wobei sein Kollege Franklin eine Akte auf seinem Computer öffnet. Für einige Sekunden kann man dabei auf dem Monitor eine Geschichte über die Arbeit des Kameramanns lesen, als Hauptgegner ist dort Regisseur Lo aufgeführt, der auch als Informant genannt wird, und als Komplizen die Produzenten See-Yuen und Keith Strandberg.
Loren Avedon war der erste Hauptdarsteller, der nach Teil 2 in einem weiteren Film der No Retreat, No Surrender-Reihe mitgewirkt hat. Nach der „Neu-Sortierung“ der Karate Tiger-Reihe für die DVD-Vermarktung, war er später ebenso in den Teilen 5 und 6 zu sehen, wobei diese keinerlei Bezug zu seinen vorherigen Rollen in den Teilen 2 und 3 hatten. Ebenso stand Teil 6 auch nicht in Verbindung zur No Retreat, No Surrender-Reihe und wurde nur in der deutschen Synchronisation zur Fortsetzung von Teil 5 gemacht.
Während Will nach Hilfe sucht, geht er in ein Dōjō, vor dem ein deutlich lesbares Schild mit der Aufschrift Okinawan Karate Ric Martin steht. Im Inneren trägt der Empfangstresen dann allerdings den Schriftzug Uechi Ryu Karate Dojo.
In Deutschland existierte lange Zeit nur eine stark gekürzte FSK-16-Version. Erst im Jahr 2024 erschien auf Blu-ray Disc und DVD eine ungekürzte Fassung (fehlende Szenen wurden nachträglich eingefügt).

## Kritik
- Das Lexikon des internationalen Films urteilte, Kick-Boxer 2 – Blutsbrüder sei ein „völlig uninteressanter Martial-Arts-Film“.[2]